# Aranbaltza

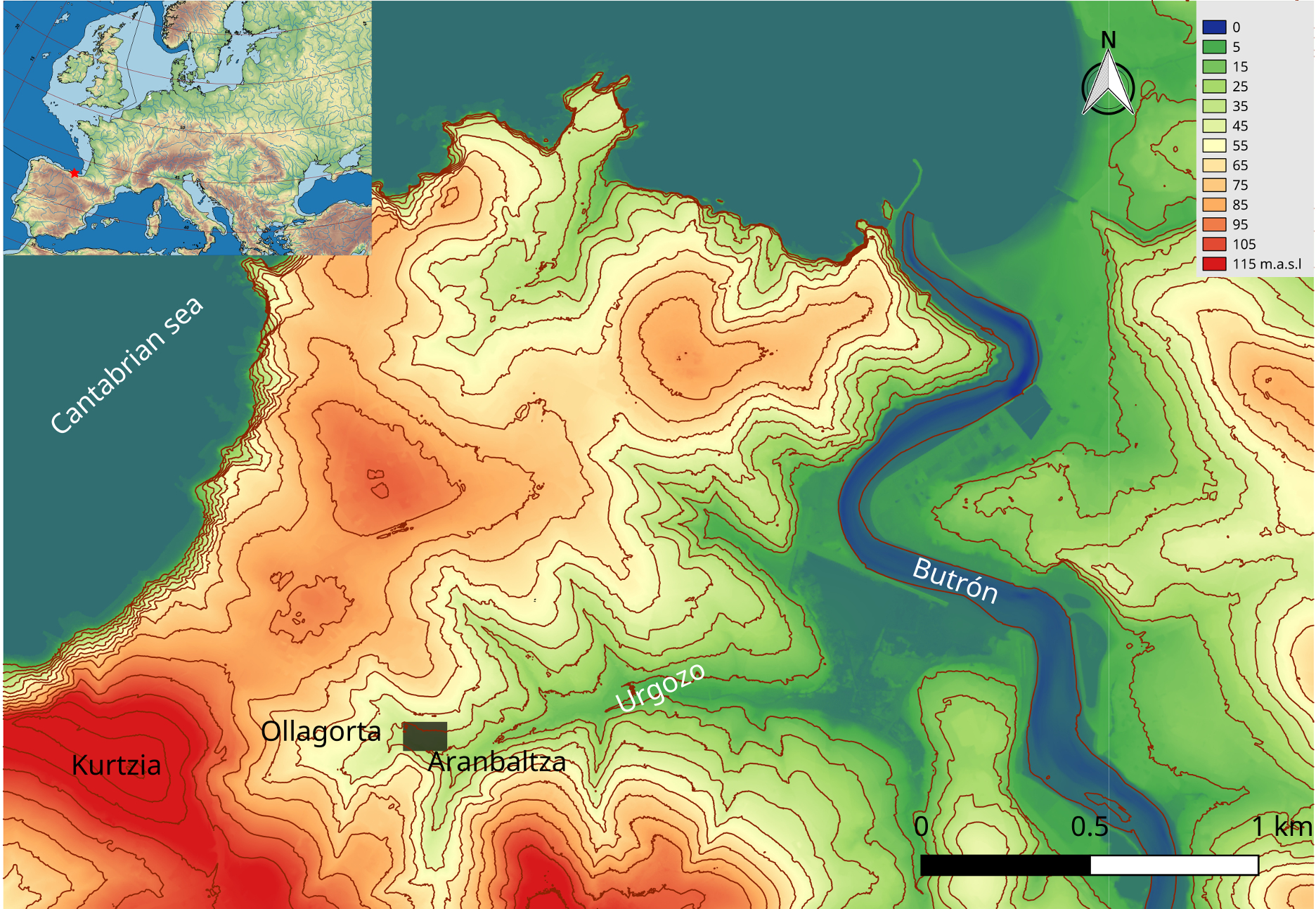
Lage der Fundstätte in der Nähe des Flusses Butrón

Aranbaltza ist eine archäologische Fundstätte unweit der Atlantikküste in der spanischen Provinz Bizkaia der Autonomen Gemeinschaft Baskenland, nördlich von Bilbao. Wissenschaftlich beschrieben wurden die Freiluftlagerstätte Aranbaltza und die ersten aus ihr geborgenen Steinwerkzeuge, die der archäologischen Kultur des Châtelperronien entstammen, erstmals 2012. Die in die Zeit vor 45.000 bis 40.000 Jahren (cal BP) datierte und bislang nur aus Frankreich westlich des Pariser Beckens und aus Nordspanien bekannte Kultur des Châtelperronien gilt im westeuropäischen Verbreitungsgebiets des Neandertalers als die letzte Kultur, die mit ihm in Verbindung gebracht wird.

## Lage der Fundstätte
Aranbaltza liegt auf Höhe des Bachgrundes des Flüsschens Urgozo, der das Oberflächenwasser von den umliegenden, sich rund 100 bis 140 Meter über dem Meeresspiegel erhebenden Hügeln abführt und nach knapp zwei Kilometern in den Butrón mündet. Der Butrón entlässt nach ebenfalls rund zwei Kilometern sein Wasser in den Atlantischen Ozean. Ungefähr 800 Meter von der Meeresküste entfernt wird die Fundstätte durch ein heute rund 90 Meter hohes Kliff von der See getrennt.
Vor rund 50.000 Jahren, während der Sauerstoff-Isotopenstufe MIS 3, lag der Meeresspiegel hier 60 bis 70 Meter tiefer, und die Küstenlinie war rund vier Kilometer entfernt. Die archäologisch interessante Schichtenfolge reicht vom späten Mittelpleistozän bis ins Holozän; der Untergrund im Bereich der Fundstätte besteht aus unterschiedlichen kreidezeitlichen Kalkstein-Formationen, die von fluvialen Sandablagerungen überlagert wurden.

## Erste Funde
Die Fundstätte befindet sich in einer neuzeitlichen Sandgrube, aus der erstmals 1957 Steinwerkzeuge geborgen wurden. 1959 fanden an mehreren Stellen Probegrabungen statt, die Werkzeuge aus der Kultur des Châtelperronien zutage brachten. Danach wurden im Bereich der heute drei benachbarten Fundstellen (Aranbaltza I, Aranbaltza II, Aranbaltza III) ab 1998 erneut vereinzelt zutage tretende Oberflächenfunde aufgesammelt. Einblicke in den Untergrund ergaben sich erstmals 2004, nachdem ein Bagger einen Graben für eine geplante Kanalisierung im Bereich von Aranbaltza II ausgehoben hatte. Zum einen wurden mehrere farblich unterscheidbare Schichten angeschnitten, zum anderen befanden sich im Aushub des Baggers zahlreiche Artefakte. Die genaue stratigraphische Herkunft dieser Steinwerkzeuge konnte zunächst jedoch nicht für jedes Objekt mit letzter Sicherheit rekonstruiert werden. Allerdings gab es an den als Châtelperronien identifizierten Steinwerkzeugen orangefarbene Sandanhaftungen, die dem untersten freigelegten Horizont zuzuordnen waren. Diesen 2012 fachlich beschriebenen Funden – 93 Kerne und 272 retuschierte Werkzeuge – wurde „eine hohe technologische und typologische Homogenität“ bescheinigt.
Seit 2013 werden in den drei Fundstellen Ausgrabungen durchgeführt.

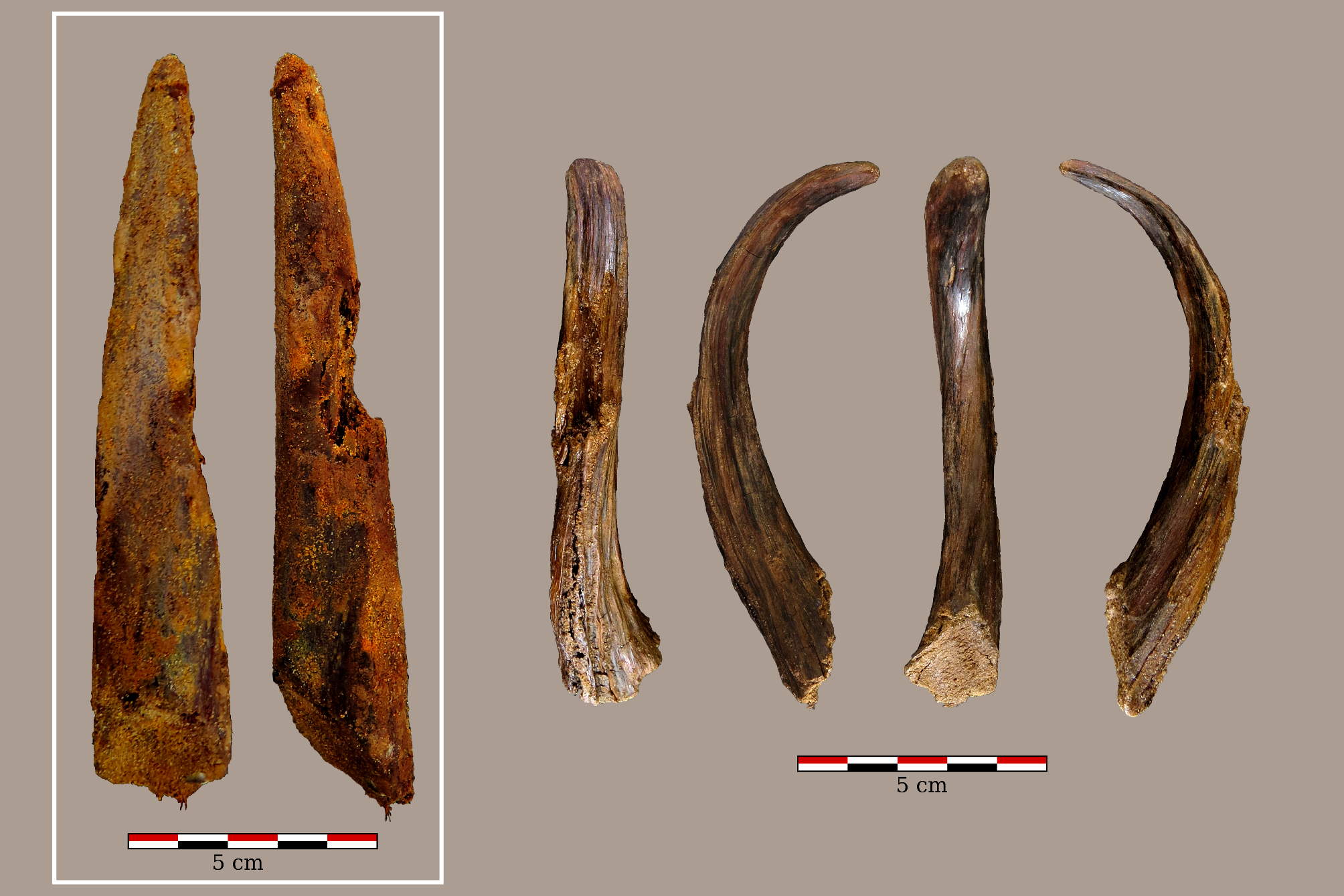
Links: Ansicht des Grabstocks von zwei Seiten im Zustand kurz nach seiner Entdeckung
rechts: Ansichten des Grabstocks nach seiner Konservierung

## Grabstock aus Aranbaltza III
2014/2015 fand im Bereich der Fundstelle Aranbaltza III auf zwei Quadratmetern eine Probegrabung statt, in deren Verlauf insgesamt sechs unterscheidbare Schichten dokumentiert wurden, von denen die Schichten 1, 4 und 5 Artefakte (Steinwerkzeuge) enthalten. In Schicht 4 wurde zudem ein 15 Zentimeter langes, bearbeitetes, an einem Ende U-förmig zugespitztes Stück Holz entdeckt, dessen Alter mit rund 90.000 Jahren angegeben wird. Das beim Auffinden gerade, bis zu 28,6 Millimeter breite und am breiteren Ende abgeschrägt abgebrochene Holzfragment verformte sich im Verlauf der Bemühungen, es dauerhaft zu konservieren: Es schrumpfte geringfügig und verbog sich erheblich. Zudem war der Fund während der Grabungsarbeiten beschädigt worden.
Nach Entfernung aller Anhaftungen wurde nachgewiesen, dass das Holzstück vom Ast einer Eibe (Taxus baccata) stammt. Ferner wurden Farbveränderungen als Hinweise darauf gedeutet, dass das Holz durch Feuer gehärtet, geglättet und vermutlich auch poliert worden war. Die Bruchkante weist Merkmale auf, wie sie nach mechanischer Überlastung zu beobachten sind. Aufgrund eines Vergleichs mit einem ebenfalls aus der Epoche des Neandertalers stammenden Holzfund aus Poggetti Vecchi (Provinz Grosseto, Italien) sowie anhand von Erkenntnissen aus der experimentellen Archäologie wird der Holzfund aus Aranbaltza III als Grabstock interpretiert. Er gilt als einer der ersten sicheren Belege für diese Form von Werkzeuggebrauch bei Neandertalern im späten Mittelpleistozän Europas.

## Châtelperronien-Fundschicht von Aranbaltza II

Aranbaltza II: Châtelperronien-Steingerät

Zwischen 2013 und 2016 wurde im Bereich von Aranbaltza II an drei Stellen eine Fläche von insgesamt 18 Quadratmetern ausgegraben. Eine Datierung der Fundschicht von Werkzeugen des Châtelperronien mit Hilfe der optisch stimulierten Lumineszenz ergab ein Alter von 43.500 ± 2.900 Jahren. Einer 2022 publizierten Studie lagen mehr als 5000 Werkzeuge und Abschläge des Châtelperronien zugrunde, die mit Neandertaler-Werkzeugen aus benachbarten Orten verglichen wurden. Der Vergleich ergab, dass sich die für das Châtelperronien charakteristische Werkzeugproduktion zeitlich nicht mit älteren Neandertaler-Technologien in dieser Region überschneidet, „was darauf hindeutet, dass Châtelperronien-Werkzeuge nicht aus früherer iberischer Technologie entwickelt wurden, sondern anderswo entstanden sind“, bevor ihre Hersteller in die Region einwanderten. Die Forscher fanden zudem heraus, „dass Châtelperronien-Werkzeuge früher in Erscheinung treten als die ersten Homo-sapiens-Werkzeuge auf der Iberischen Halbinsel.“ Daraus schlossen sie, dass die Träger der älteren Neandertaler-Kulturen in der Spätzeit der Neandertaler aus der Region verschwanden und mit ihnen deren Kultur des Moustérien; danach wurden sie durch vermutlich aus Frankreich zuwandernde Neandertaler, die Träger der Kultur des Châtelperronien waren, ersetzt, denen kurze Zeit später zuwandernde anatomisch moderne Menschen (Homo sapiens) folgten.

## Bedeutung der Fundstätte
Laut einer 2011 veröffentlichten Studie sind die Fossilien aus der im Kaukasus gelegenen Mesmaiskaja-Höhle (39.700 ± 1.100 cal BP) die jüngsten Neandertalerfunde mit unzweifelhafter Datierung. Warum die Neandertaler vor rund 40.000 Jahren ausgestorben sind, ist bislang nicht zuletzt deshalb ungeklärt, weil es aus der Spätzeit der Neandertaler nur recht wenige Fundstätten gibt. Um die Entwicklung – die allmähliche Verkleinerung – der Neandertaler-Populationen nachzuvollziehen, gilt es als hilfreich, zu untersuchen, wie sich diese Populationen während der letzten Jahrtausende ihrer Existenz verändert haben. Die im Gebiet von Aranbaltza nachgewiesene Siedlungsgeschichte – das Verschwinden der Träger der Kultur des Moustérien und die anschließend erfolgte Neubesiedelung durch eine Population der letzten Neandertaler Westeuropas – veranschaulicht daher, wie Episoden lokalen Aussterbens und zeitweiser Neubesiedelung eine Rolle beim Prozess des Verschwindens der Neandertaler gespielt haben könnten.

## Belege
1. 1 2   Joseba Rios-Garaizar, Iñaki Libano Silvente und Diego Garate Maidagan: El yacimiento chatelperroniense al aire libre de Aranbaltza (Barrika, Euskadi). In: Munibe (Antropologia-Arkeologia). Band 63, 2012, S. 81–92, Volltext (PDF; 579 kB).
2. 1 2 3   Joseba Rios-Garaizar et al.: The intrusive nature of the Châtelperronian in the Iberian Peninsula. In: PLOS ONE. Band 17, Nr. 3, 2022, e0265219. Freier Volltext: doi:10.1371/journal.pone.0265219.
3. ↑  Joseba Rios-Garaizar et al.: A Middle Palaeolithic wooden digging stick from Aranbaltza III, Spain. In: PLOS ONE. Band 13, Nr. 3, 2018, e0195044. Freier Volltext: doi:10.1371/journal.pone.0195044.
4. ↑   Biancamaria Aranguren et al.: Wooden tools and fire technology in the early Neanderthal site of Poggetti Vecchi (Italy). In: PNAS. Band 115, Nr. 9, 2018, S. 2054–2059. Freier Volltext: doi:10.1073/pnas.1716068115.
5. 1 2  Tools reveal patterns of Neandertal extinction in the Iberian Peninsula. Auf: eurekalert.org vom 30. März 2022.
6. ↑  Ron Pinhasi et al.: Revised age of late Neanderthal occupation and the end of the Middle Paleolithic in the northern Caucasus. In: PNAS. Band 108, Nr. 21, 2011, S. 8611–8616. Freier Volltext: doi:10.1073/pnas.1018938108.

Koordinaten: 43° 23′ 58,1″ N, 2° 57′ 59,4″ W